# Domosclerus cylindricus
Domosclerus cylindricus är en mossdjursart som först beskrevs av David och Pouyet 1986.  Domosclerus cylindricus ingår i släktet Domosclerus och familjen Bifaxariidae. Inga underarter finns listade i Catalogue of Life.